# Domptail
Domptail ist eine französische Gemeinde mit 338 Einwohnern (Stand 1. Januar 2022) im Département Vosges in der Region Grand Est (bis 2015 Lothringen); sie gehört zum Arrondissement Épinal und zum  Gemeindeverband Région de Rambervillers.

## Geografie
Die Gemeinde Domptail liegt elf Kilometer nördlich von Rambervillers und zehn Kilometer westlich von Baccarat. Die nördliche und östliche Gemeindegrenze bildet auch die Grenze zum Département Meurthe-et-Moselle. Im Südwesten der waldreichen Gemeinde verläuft der Mortagne-Nebenfluss Belvitte. Nachbargemeinden von Domptail sind Moyen im Norden, Fontenoy-la-Joûte im Osten, Ménarmont im Südosten, Xaffévillers im Süden, Saint-Pierremont im Westen sowie Magnières im Nordwesten.

## Bevölkerungsentwicklung
| Jahr      | 1962 | 1968 | 1975 | 1982 | 1990 | 1999 | 2010 | 2021 |
| Einwohner | 391  | 360  | 279  | 259  | 269  | 239  | 336  | 342  |

Im Jahr 1846 wurde mit 1081 Bewohnern die bisher höchste Einwohnerzahl ermittelt. Die Zahlen basieren auf den Daten von cassini.ehess und INSEE.

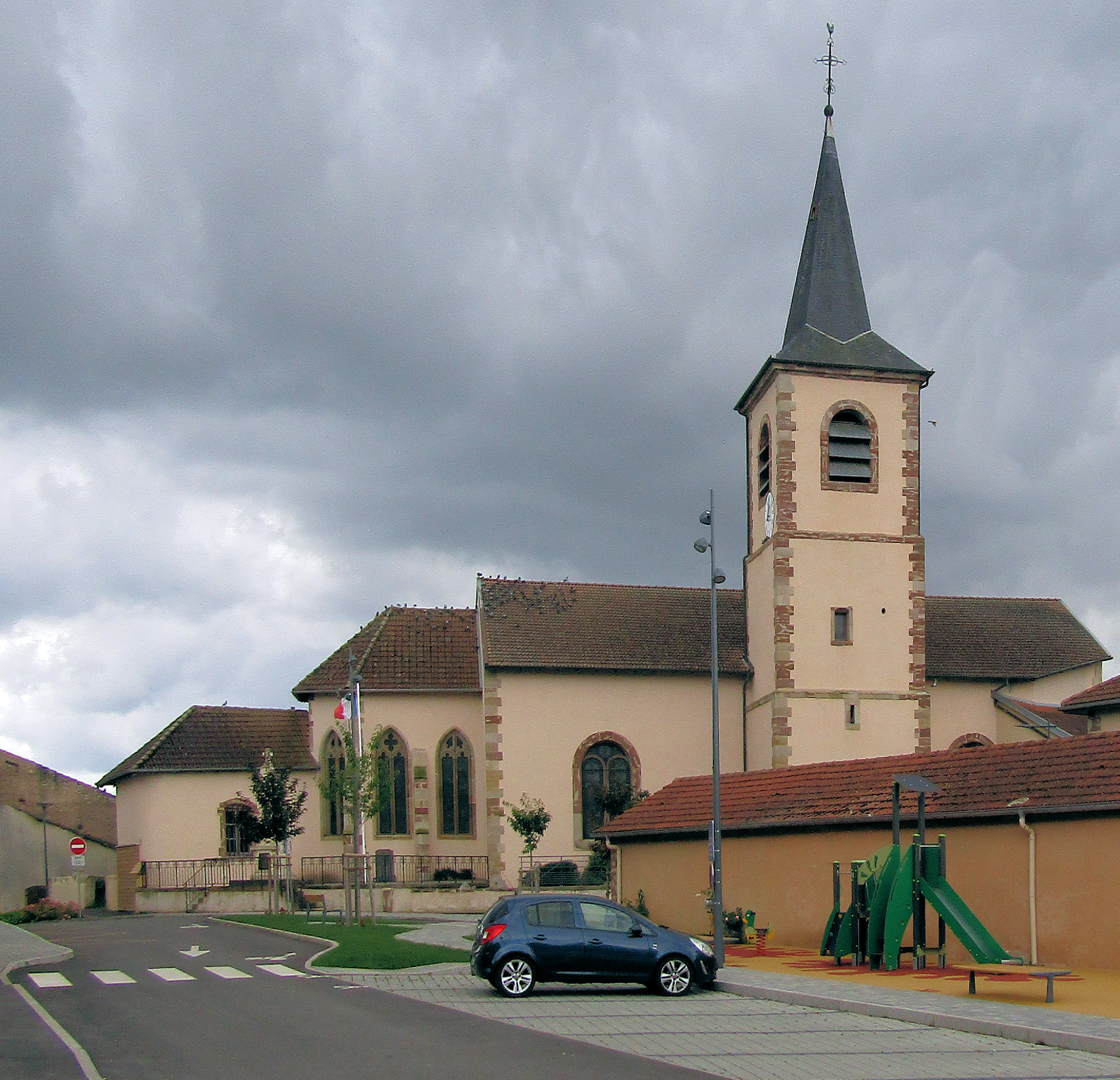
Kirche Sainte-Céline, Nordseite
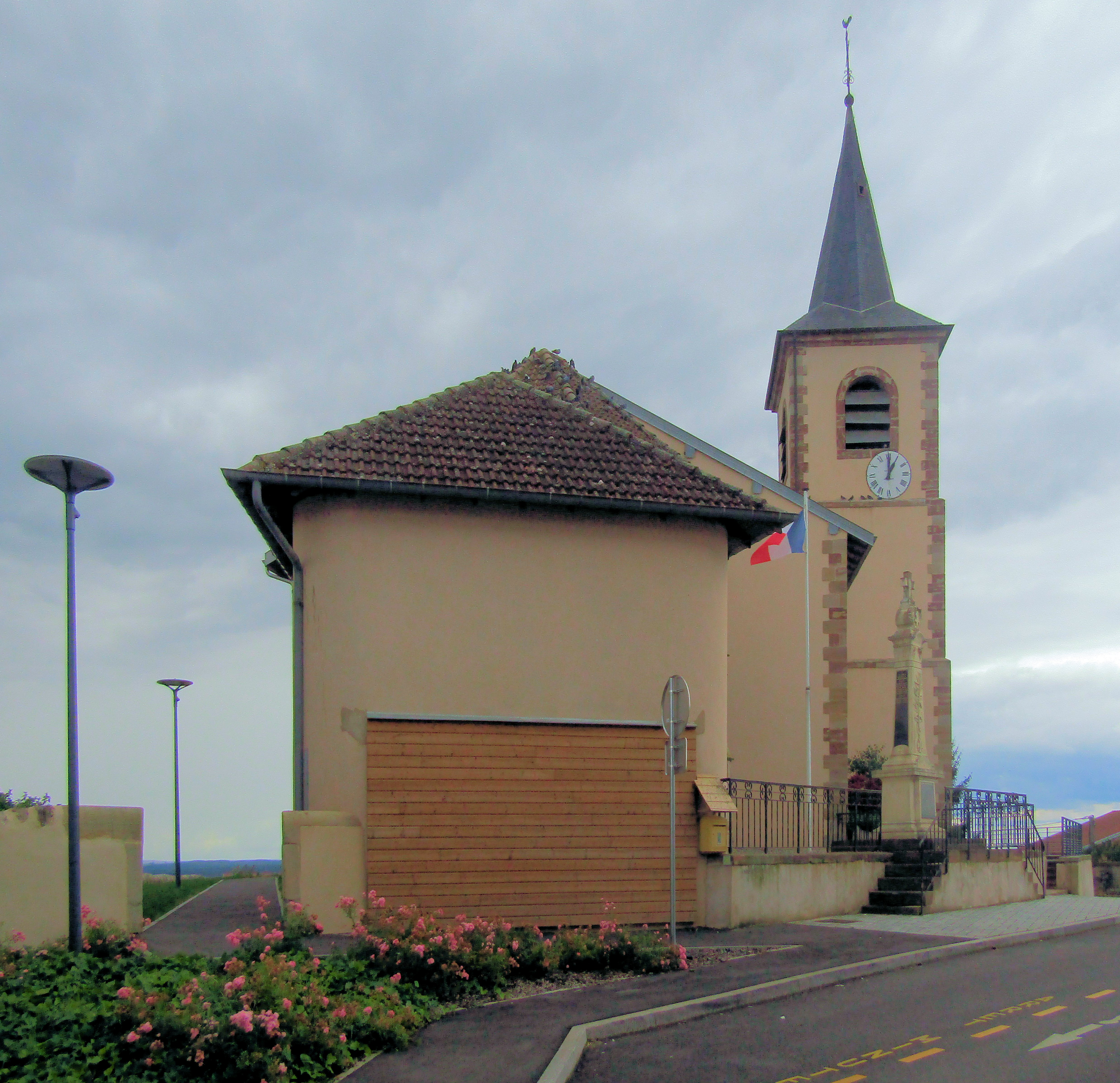
Kirche Sainte-Céline, Ostseite
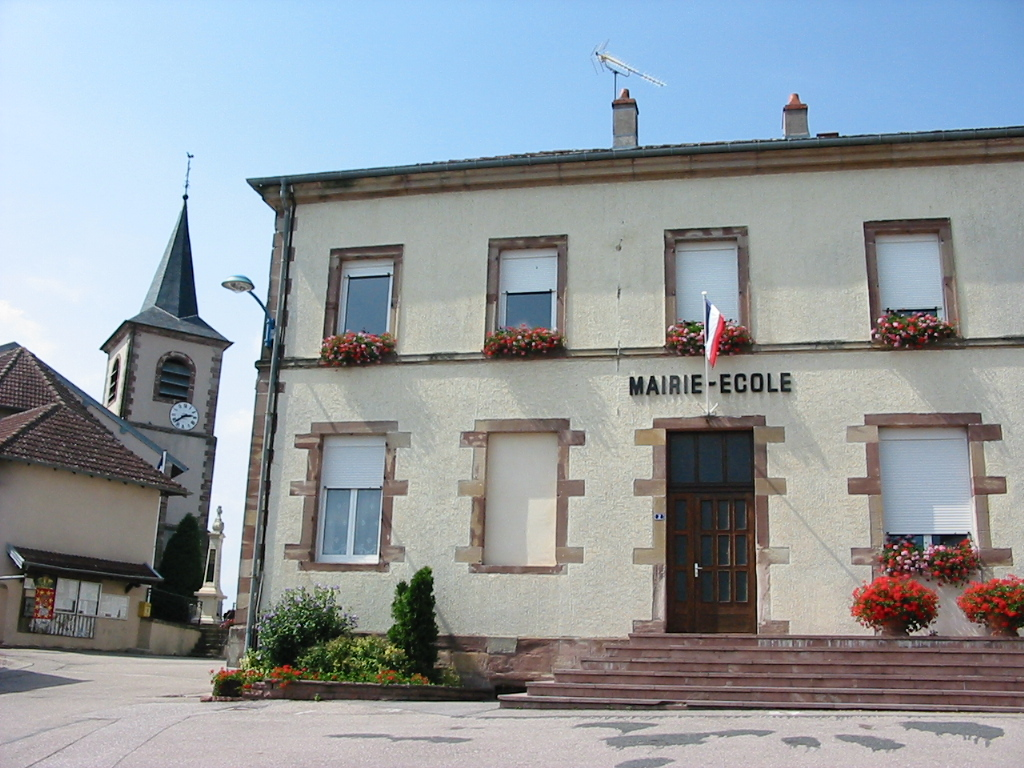
Ehemaliges Rathaus- und Schulgebäudelinks die Kirche
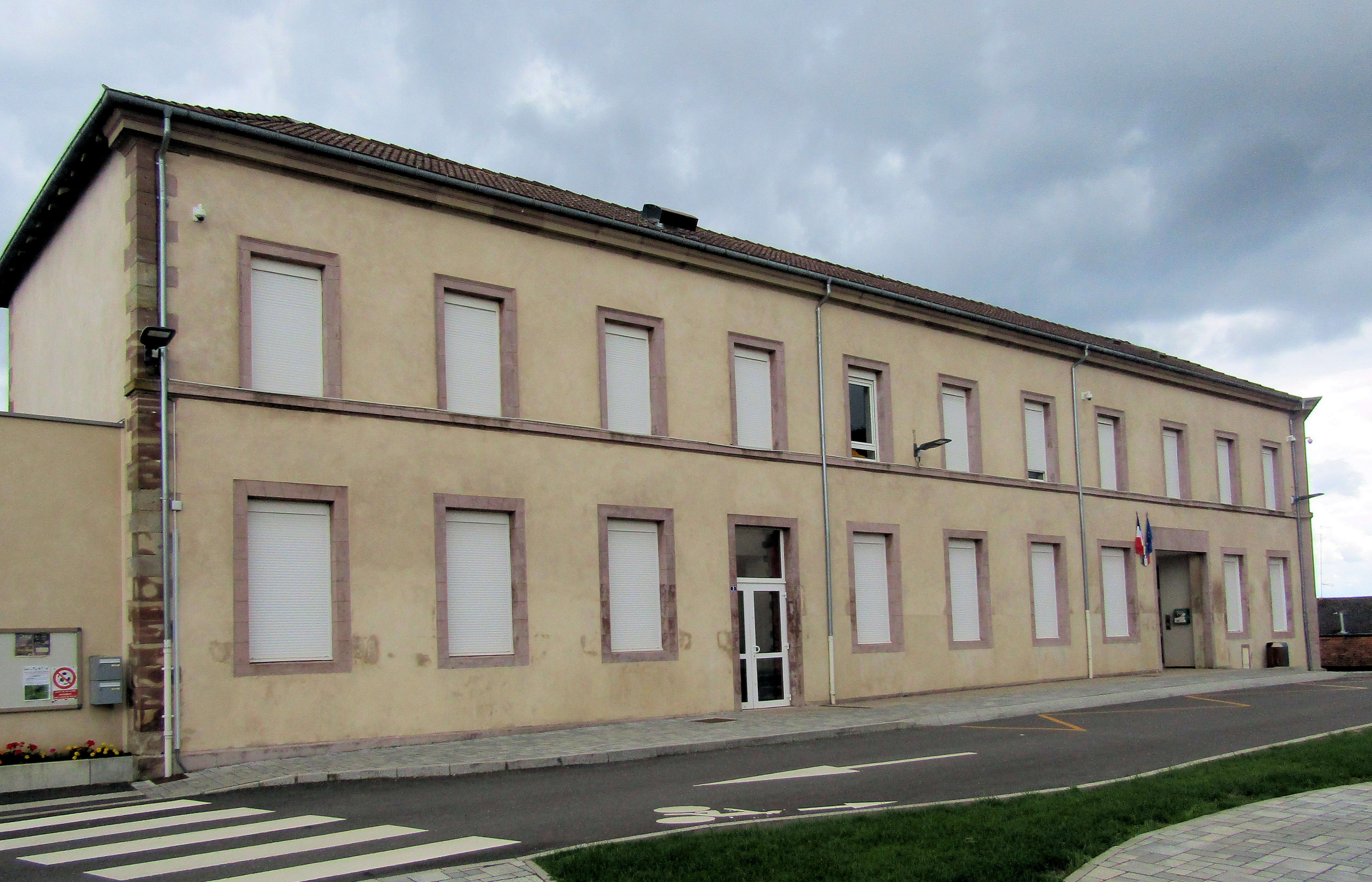
Grundschule

## Wirtschaft und Infrastruktur
In der Gemeinde sind 13 Landwirtschaftsbetriebe ansässig (Milchwirtschaft, Rinderzucht).
Domptail ist durch Nebenstraßen mit seinen Nachbargemeinden verbunden. In der zehn Kilometer entfernten Stadt Baccarat besteht ein Anschluss an die autobahnartig ausgebaute RN 59 von Lunéville nach Saint-Dié-des-Vosges. Der Bahnhof Baccarat liegt an der Bahnstrecke Lunéville–Saint-Dié.

## Belege
1. ↑  Domptail auf cassini.ehess
2. ↑  Domptail auf INSEE
3. ↑  Landwirtschaftsbetriebe auf annuaire-mairie.fr (französisch)